# Informatiksteuerungsorgan des Bundes
Das Informatiksteuerungsorgan des Bundes ISB (französisch Unité de pilotage informatique de la Confédération UPIC, italienisch Organo direzione informatica della Confederazione ODIC, rätoromanisch Organ da direcziun informatica da la Confederaziun ODIC, englisch Federal IT Steering Unit FITSU) war ein dem Eidgenössischen Finanzdepartement (EFD) unterstelltes Amt der schweizerischen Bundesverwaltung.

## Tätigkeitsfeld
Das ISB entstand am 1. Juli 1999 aufgrund der damaligen Reorganisation der Informatik der Bundesverwaltung unter dem Namen Informatikstrategieorgan Bund (ISB). Durch die revidierte Bundesinformatikverordnung (BinfV) vom 9. Dezember 2011 erfolgte mit der Übernahme neuer Aufgaben auch die Umbenennung in Informatiksteuerungsorgan des Bundes (ISB). Ab dem 1. Mai 2007 bis zum 31. Dezember 2020 leitete Peter Fischer das ISB.
Das ISB sorgte für die Umsetzung der Strategie zur Informations- und Kommunikationstechnik (IKT) in der Bundesverwaltung. Hierzu erliess es Vorgaben für die Verwaltungseinheiten und führte zentral die IKT-Standarddienste. Dies sind Informatikleistungen, welche die Verwaltungseinheiten des Bundes in gleicher oder ähnlicher Funktionalität und Qualität benötigen. So wurde beispielsweise mit dem Programm «Unified Communication & Collaboration (UCC)» zwischen 2014 und 2017 auf über 40‘000 Arbeitsplätzen der Bundesverwaltung eine moderne, zukunftsorientierte Kommunikationslösung eingeführt.
Ausserdem koordinierte das ISB die Zusammenarbeit von Bund, Kantonen und Gemeinden zur Umsetzung der E-Government-Strategie Schweiz und führte bis am 30. Juni 2020 die Melde- und Analysestelle Informationssicherung MELANI.
Um die Aktivitäten des Bundes im Bereich Cyberrisiken zu stärken, hat der Bundesrat beschlossen, auf Basis bestehender Kompetenzen und Fachstellen wie der Melde- und Analysestelle Informationssicherung (MELANI) das Nationale Zentrum für Cybersicherheit (NCSC) aufzubauen. MELANI wurde per 1. Juli 2020 damit Teil des Nationalen Zentrums für Cybersicherheit (NCSC).
Am 3. April 2020 hat der Bundesrat im Grundsatz die Neuorganisation der Digitalisierung und IKT-Lenkung beschlossen. Am 25. November 2020 hat der Bundesrat die noch offenen Punkte zur Neuorganisation der digitalen Transformation und IKT-Lenkung (DTI) in der Bundesverwaltung geklärt.
Parallel zum Beschluss zur Neuorganisation der digitalen Transformation und der IKT-Lenkung hat der Bundesrat entschieden, die Zusammenarbeit mit den Kantonen und den Gemeinden im Bereich der digitalen Verwaltung zu stärken. Gemeinsam mit der Konferenz der Kantonsregierungen (KdK) soll in mehreren Etappen eine neue Organisation aufgebaut werden, die Digitale Verwaltung Schweiz (DVS).
Am 1. Januar 2021 hat der neu geschaffene Bereich Digitale Transformation und IKT-Lenkung (DTI) der Bundeskanzlei die Aufgaben des Informatiksteuerungsorgans des Bundes (ISB) übernommen.

## Personalbestand 2012–2020
| Jahr | Vollzeitstellen |
| ---- | --------------- |
| 2012 | 39              |
| 2013 | 47              |
| 2014 | 59              |
| 2015 | 64              |
| 2016 | 71              |
| 2017 | 74              |
| 2018 | 77              |
| 2019 | 97              |
| 2020 | 86              |